# Molenhuis

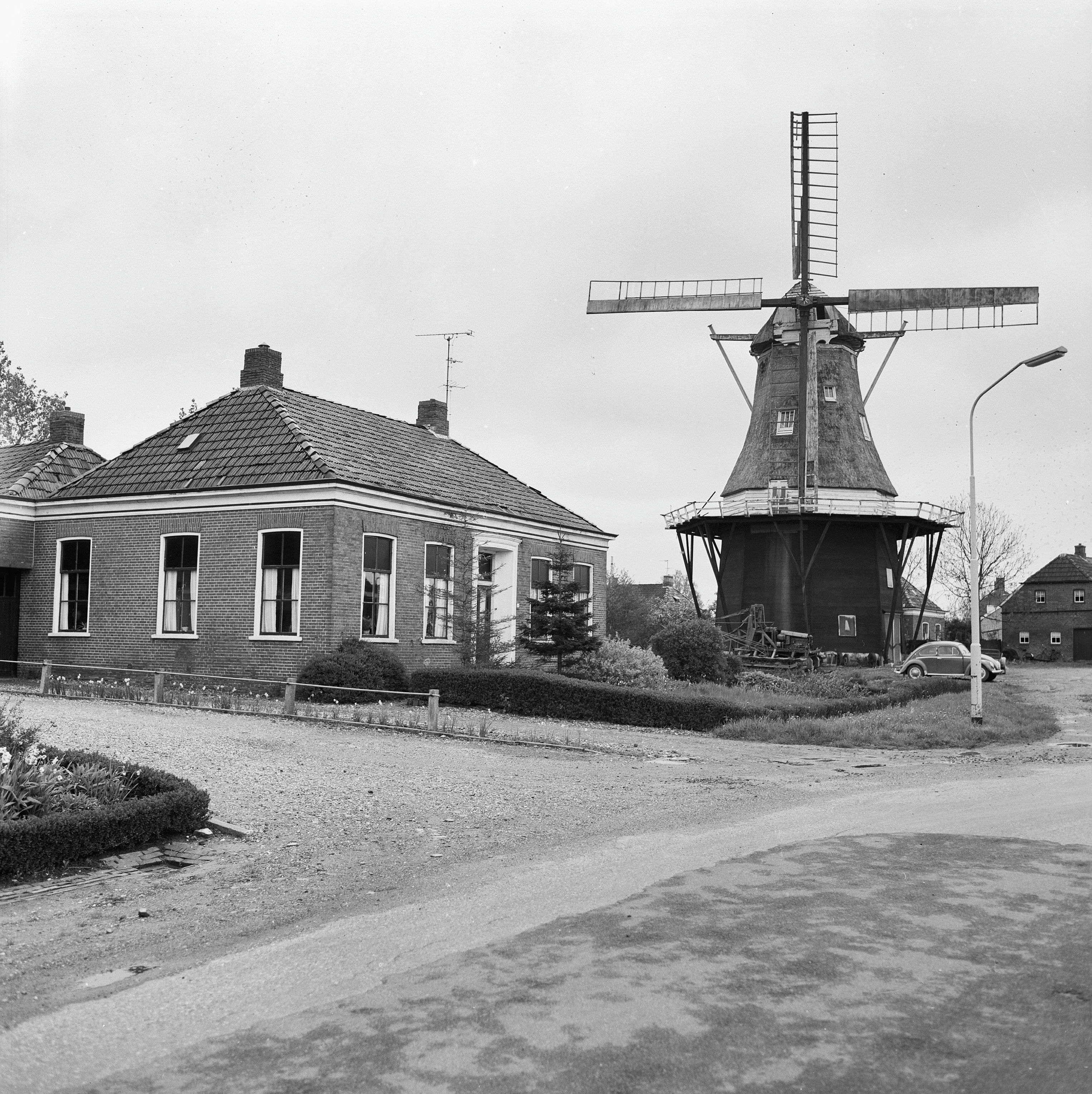
Molen De Leeuw met molenhuis

Een molenhuis is een huis in de buurt van een wind- of watermolen, waar de molenaar woont. Het gebouw met de molen zelf, waar de molenaar werkt, noemt men het molengebouw.
Bij een watermolen is het mogelijk dat het molenhuis zich een eind stroomopwaarts bevindt ten opzichte van het molengebouw, aan de plaats waar de waterstand geregeld werd met een stuw. Dit is goed te zien bij bijvoorbeeld de IJzerkotmolen in Sint-Maria-Latem. Het molenhuis is gebouwd aan de stuw die bediend werd door de molenaar, bekend als "Klein Zwitserland", en het molenhuis, de IJzerkotmolen zelf, bevindt zich ongeveer 200 meter stroomafwaarts. Het gestuwde water loopt van de stuw aan het molenhuis langs een afleidingskanaal evenwijdig met de Zwalm naar het molengebouw. Daar laat het gestuwde water het molenrad bewegen.